# Tscherwona Kamjanka
Tscherwona Kamjanka (ukrainisch Червона Кам'янка; russisch Червоная Каменка Tscherwonaja Kamenka) ist ein Dorf in der Oblast Kirowohrad im Zentrum der Ukraine mit etwa 1500 Einwohnern.
Am 12. Juni 2020 wurde das Dorf ein Teil der neugegründeten Landgemeinde Popelnaste, bis dahin bildete es zusammen mit dem Dorf Jalyniwka (ukrainisch Ялинівка) die gleichnamige Landratsgemeinde Tscherwona Kamjanka (Червонокам'янська сільська рада/Tscherwonokamjanska silska rada) im Osten des Rajons Oleksandrija.

## Geographie
Das erstmals 1774 erwähnte Dorf liegt im historischen Gebiet des Wilden Feldes im Osten des Rajon Oleksandrija.
Die Hauptstadt der Oblast, Kropywnyzkyj liegt etwa 110 km südwestlich des Dorfes.
Südlich des Dorfes verläuft die Fernstraße M 04/Europastraße 50, die nach 35 km in westliche Richtung zum Rajonzentrum Oleksandrija und in südwestliche Richtung nach Pjatychatky führt.